# Upplands runinskrifter 257
Upplands runinskrifter 257, med signum U 257, är ett runstensfragment som finns bevarat i Fresta kyrka, Fresta socken och Vallentuna härad i Uppland. 

## Fragmentet
Fragmentet sitter inmurat i vapenhusets norra vägg. Materialet är granit och ristningen har av stilen att döma blivit tillskriven Torgöt Fotsarve, samt även attribuerad till hans läromästare Fot.

## Inskriften
Translitterering av runraden:
...r · risti runaʀ þisaʀ
Normalisering till runsvenska:
... risti runaʀ þessaʀ.
Översättning till nusvenska:
... ristade dessa runor ...